# Cardiophorus stigmaticus
Cardiophorus stigmaticus is een keversoort uit de familie kniptorren (Elateridae). De wetenschappelijke naam van de soort is voor het eerst geldig gepubliceerd in 1869 door Candèze.